# Megalagrion hawaiiense
Megalagrion hawaiiense är en trollsländeart som först beskrevs av Mclachlan 1883.  Megalagrion hawaiiense ingår i släktet Megalagrion och familjen dammflicksländor. Inga underarter finns listade i Catalogue of Life.